# Grammatorcynus bilineatus
Grammatorcynus bilineatus és una espècie de peix de la família dels escòmbrids i de l'ordre dels perciformes present des del Mar Roig fins al Mar d'Andaman, les illes Ryukyu, les costes septentrionals d'Austràlia, les Illes Marshall i Fiji.
Els mascles poden assolir els 100 cm de longitud total i els 3,500 kg de pes.